# Precordigliera

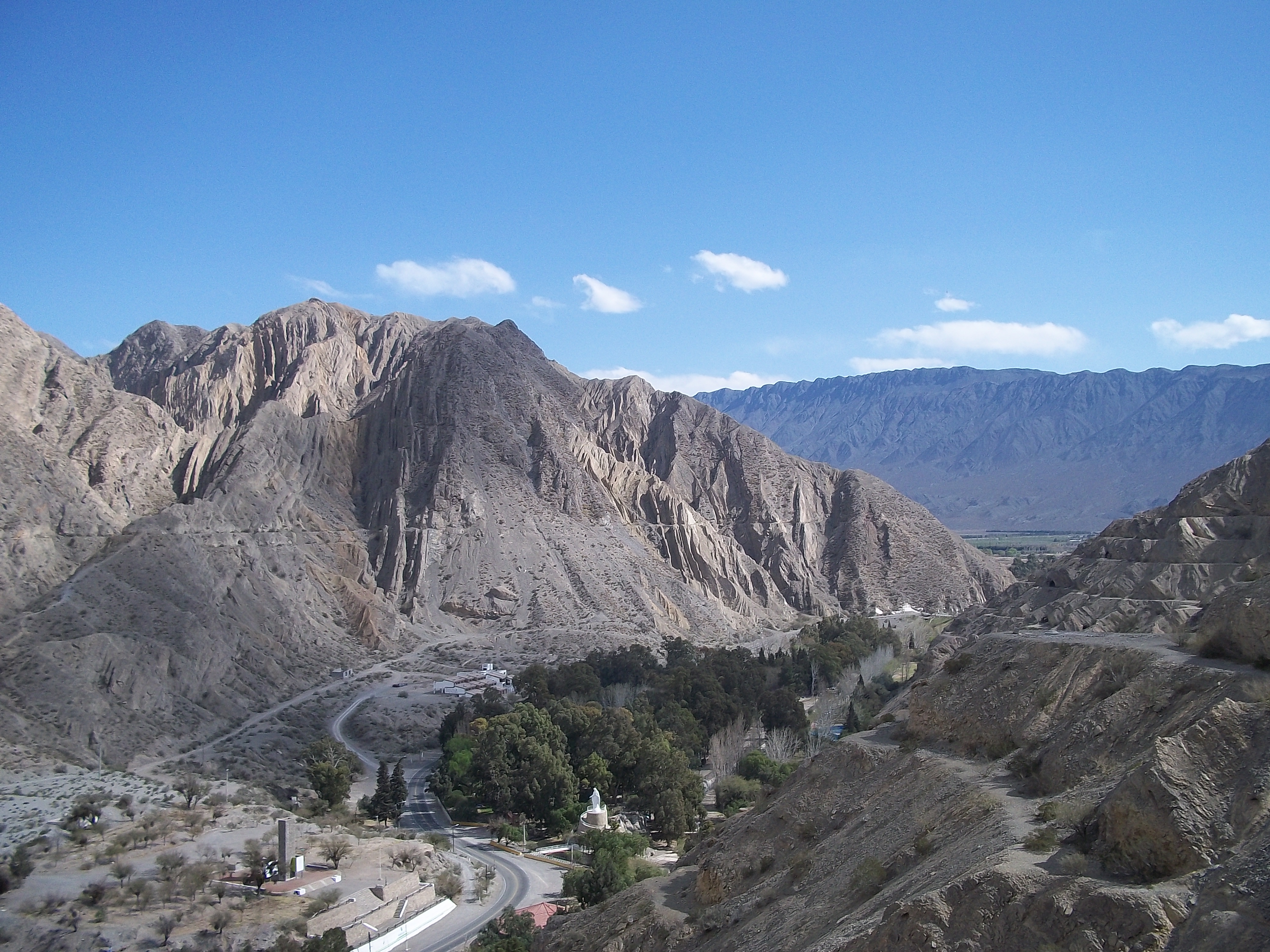
La precordigliera nella provincia de San Juan (Argentina) dove la conformazione montagnosa raggiunse il suo massimo sviluppo, vista dalla Quebrada de Zonda.

La precordigliera (in lingua spagnola precordillera)  è il termine geografico utilizzato in Sud America per indicare le colline e i monti che si trovano nella fascia pedemontana di una più estesa catena montuosa (in lingua spagnola: cordillera) e che in Argentina e Cile si riferisce tipicamente alle Ande.
Tra le formazioni indicate come precordigliera si possono citare:
- Le montagne tra le Sierras de Córdoba e la catena principale delle Ande in Argentina, nella regine di Cuyo e dell'antico microcontinente della Cuyania.
- Nel Cile, l'intera unità morfologica estesa da nord a sud che si trova compresa tra le Ande e la depressione intermedia o valle centrale del Cile.